# Гра на мільйони
«Гра на мільйони» («Игра на миллионы») — радянський художній фільм 1991 року, знятий режисером Геннадієм Байсаком.

## Сюжет
За кримінальною повістю К. Агатова «У павутинні смерті». Дві зграї професійних грабіжників займаються ощадкасами невеликого курортного містечка. Конкуруючи, вони не підозрюють, що працюють на одного господаря, проте плани мафії захопити місто руйнують симпатичний ветеринар Максимкін та його чарівна кохана Люся.

## У ролях
- Сергій Габріелян — Петро Максимкін, ветеринар
- Анна Назар'єва — Людмила Яблочкина, співробітниця ощадкаси
- Олексій Петренко — Аркадій Санич, ватажок банди
- Валерій Баринов — «Капітан»
- Володимир Долинський — Генріх Едуардович, мер міста
- Олег Шкловський — Вільям Іванович, бандит-піаніст
- Олександр Дем'яненко — Ромочка, начальник відділу інкасації
- Роман Мадянов — Геша, бандит-скрипаль
- Олександр Грунда — бандит-віолончеліст
- Андрій Сухар — бандит
- Володимир Шихов — бандит
- Сергій Клановський — Вовік, бандит-скрипаль, «водила»
- Андрій Троян — бандит
- Марія Виноградова — Марійка, співробітниця ощадкаси
- Сергій Ніколаєв — працівник зоопарку
- В'ячеслав Горбунчиков — кранівник Гриша
- В. Богданов — роль другого плану
- Володимир Ширяєв — роль другого плану
- Геннадій Міхєєв — роль другого плану
- Наталія Романова — Жанна, адміністратор готелю
- Володимир Гранов — Славік, бандит-контрабасист

## Знімальна група
- Режисер — Геннадій Байсак
- Сценаристи — Геннадій Байсак, Олексій Тімм
- Оператор — Вадим Семенових
- Композитор — Євген Крилатов
- Художник — Олег Краморенко
- Продюсери — Сергій Сендик, Володимир Чудовський